# Lista de democratas que se opõem à campanha presidencial de Joe Biden em 2024
Este artigo lista os políticos e figuras públicas estadunidenses filiados ao Partido Democrata que declaram oposição oficial à campanha presidencial de Joe Biden em 2024. Anteriormente Senador pelo estado do Delaware e Vice-presidente durante a Administração Obama (2009-2017), Joe Biden busca uma reeleição para o segundo mandato presidencial e têm enfrentado forte oposições por figuras de seu próprio partido político que citam, dentre outros argumentos recorrentes, sua disposição pessoal em concorrer nas eleições de 2024. 
Durante sua campanha presidencial de 2020, Biden havia sugerido que serviria somente por um mandato. Ao anunciar sua campanha pela reeleição no início de 2023, Biden enfrentava históricos níveis de desaprovação por parte do eleitorado estadunidense enquanto diversas pesquisas de intenções de votos apontavam para um descrédito de sua campanha dentre os eleitores do Partido Democrata.  
Em 25 de abril de 2023, Biden anunciou oficialmente sua campanha pelo segundo mandato e recebeu críticas negativas, ainda que a maior parte dos membros do Partido Democrata tenham apoiado inicialmente sua intenção. Meses mais tarde, Biden passou a enfrentar maiores críticas de Democratas por conta de sua resposta ao ataque do Hamas a Israel e o apoio de seu governo a Israel na subsequente Guerra Israel-Hamas. No início das primárias do Partido Democrata de 2024, lideranças islâmicas e pró-Palestina pressionaram pelo fim da campanha de Biden. 
Em 12 de março de 2024, apesar dos expressivos votos pelo Representante Dean Phillips e pela ativista Marianne Williamson, Biden conquistou a quantidade suficiente de delegados para sua indicação como candidato Democrata. Contudo, após sua performance criticada no primeiro debate presidencial contra Donald Trump exibido pela CNN em 27 de junho, Biden têm sido conclamado por diversos líderes Democratas para suspender sua campanha presidencial. 

## Governo Executivo Federal

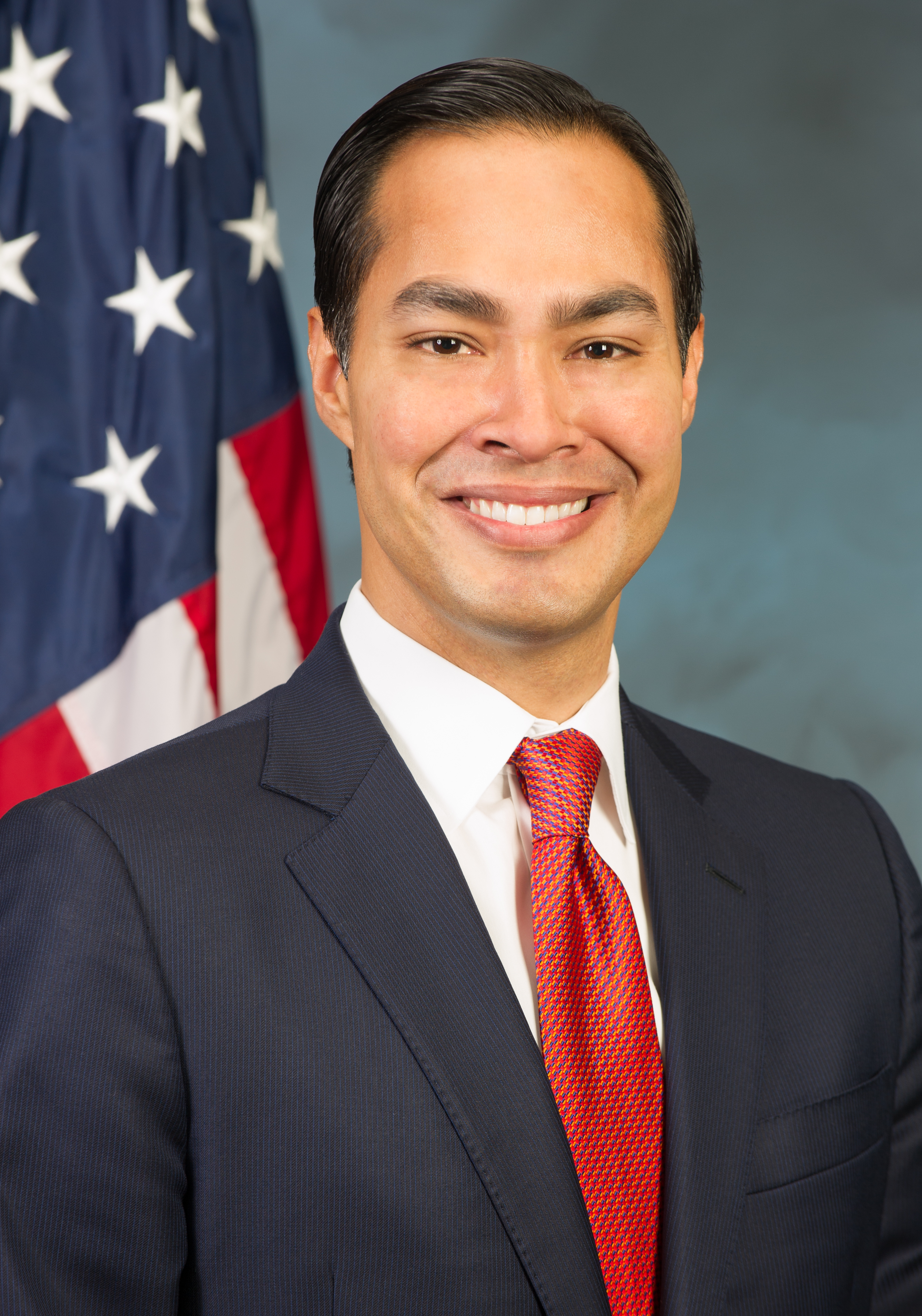
Julián Castro

Membros empossados do Governo Executivo podem sofrer restrições em manifestações de apoio ou endosso político de acordo com o previsto pela Emenda Hatch de 1939.

### Gabinete dos Estados Unidos
- Julian Castro, Secretário de Habitação e Desenvolvimento Urbano (2014–2017), Prefeito de San Antonio (2009–2014) e candidato presidencial de 2020[2]

### Gabinete Executivo do Presidente
- David Axelrod, Conselheiro Sênior do Presidente (2009–2011)[3]

- Jon Favreau, Diretor de Discursos da Casa Branca (2009–2013)[4]
- Paul McHale, Secretário-Assistente de Defesa Interna (2003–2009)[5]
- Dan Pfeiffer, Conselheiro Sênior do Presidente (2013–2015), Diretor de Comunicações da Casa Branca (2009–2013)[4]
- Tommy Vietor, Assistente Especial do Presidente (2011–2013)[4]

## Congresso dos Estados Unidos

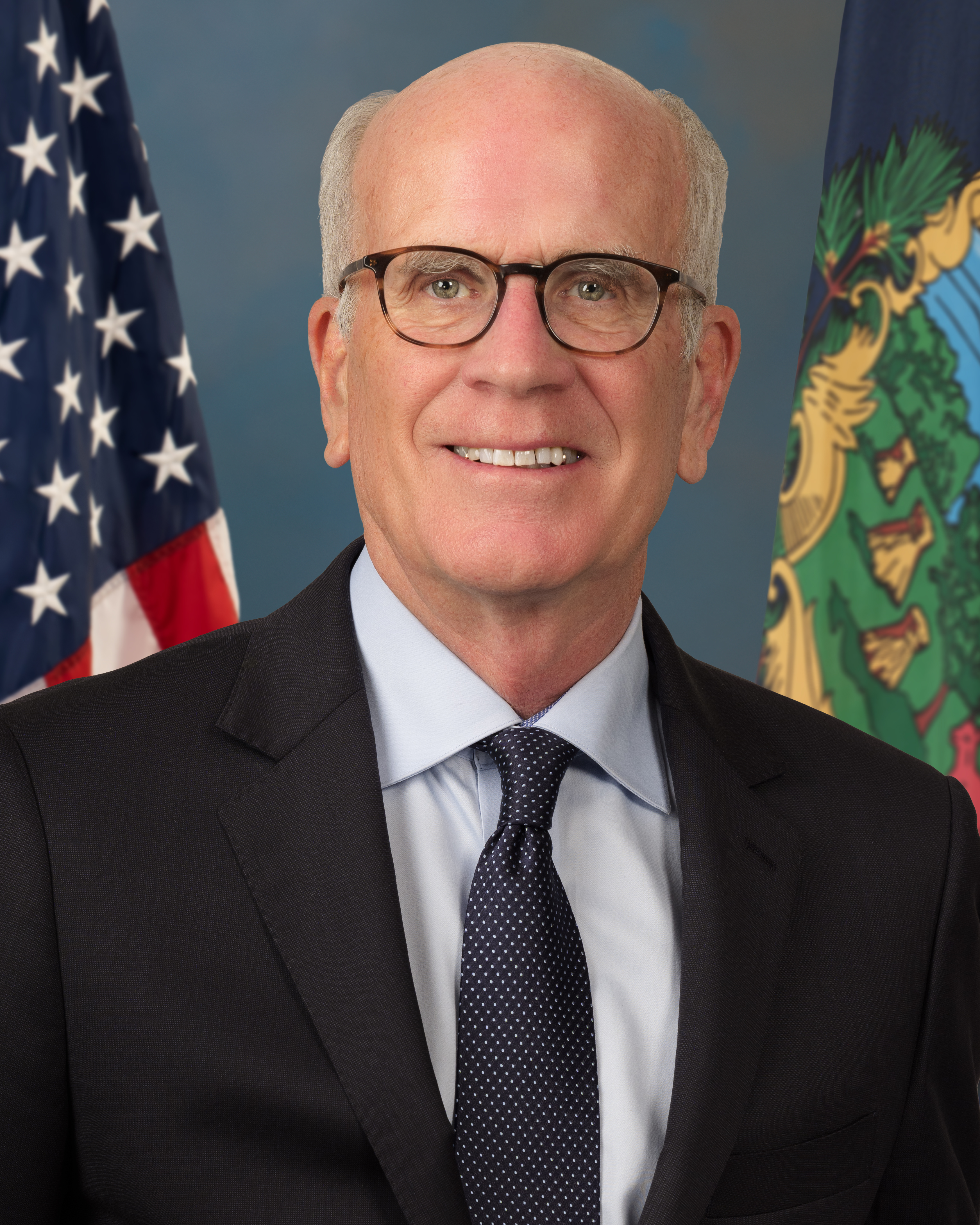
Peter Welch

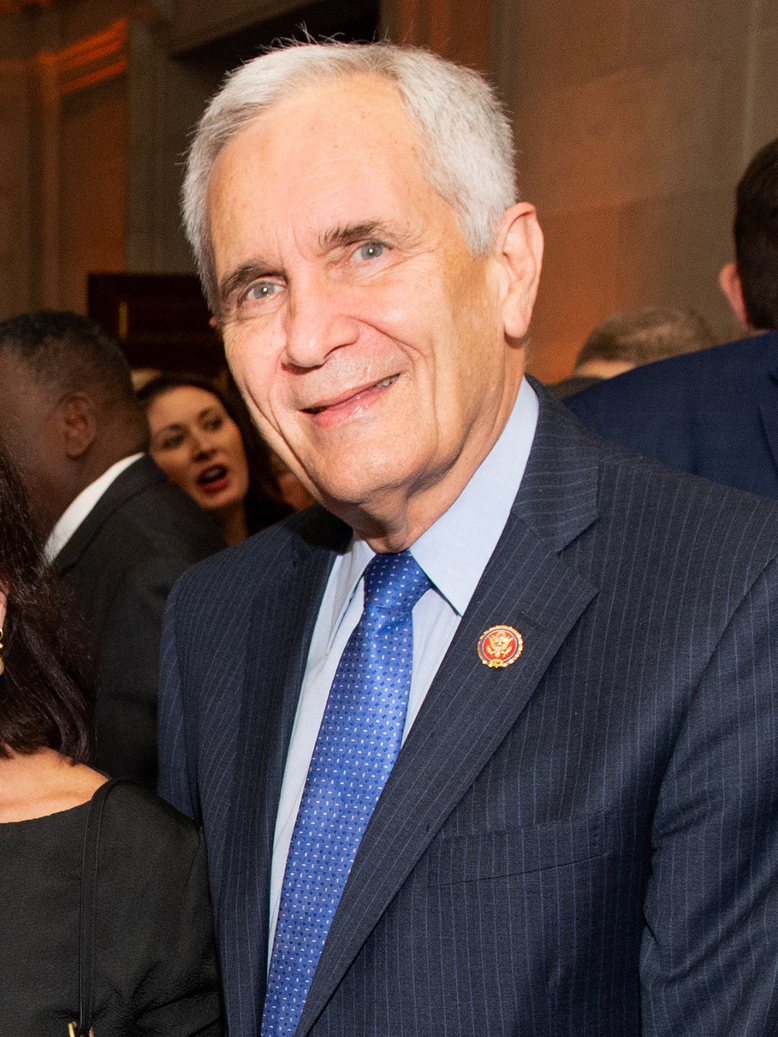
Lloyd Doggett

### Senado dos Estados Unidos
- Peter Welch, Senador por Vermont (2023–presente), Representante de Vermont (2007–2023)[6]

- Tom Harkin, Senador por Iowa (1985–2015), Representante de Iowa (1975–1985)[7]
- Tim Wirth, Senador pelo Colorado (1987–1993), Representante do Colorado (1975–1987)[8]

### Câmara dos Representantes
Do total de 213 Membros do Congresso filiados ao Partido Democrata, 24 são contrários à campanha presidencial de Biden em 2024:
- Earl Blumenauer, Representante do Oregon (1996–presente)[9]
- Ed Case, Representante do Havaí (2019–presente)[10]
- Angie Craig, Representante de Minnesota (2019–presente)[11]
- Lloyd Doggett, Representante do Texas (1995–presente)[12]
- Marie Gluesenkamp Perez, Representante de Washington (2023–presente)[13]
- Jared Golden, Representante do Maine (2019–presente)[14]
- Raúl Grijalva, Representante do Arizona (2003–presente)[15]
- Jim Himes, Representante de Connecticut (2009–presente) e Membro do Comitê de Inteligência da Câmara dos Representantes[16]
- Mike Levin, Representante da Califórnia (2019–presente)[17]
- Joe Morelle, Representante de Nova Iorque (2018–presente)[18]
- Seth Moulton, Representante de Massachusetts (2015–presente)[19]
- Scott Peters, Representante daCalifórnia (2013–presente)[20]
- Brittany Pettersen, Representante do Colorado (2023–presente)[21]
- Dean Phillips, Representante de Minnesota (2019–presente)[22]
- Mike Quigley, Representante do Illinois (2009–presente)[23]
- Pat Ryan, Representante de Nova Iorque (2022-presente)[24]

## Indivíduos notáveis
Alguns cidadãos estadunidenses que não ocupam cargos políticos mas que são ligados ou filiados ao Partido Democrata expressaram oposição à candidatura de Joe Biden em 2024:
- Rick Caruso, ator e candidato à Prefeito de Los Angeles em 2022[25]
- James Carville, autor e consultor político[26]
- George Clooney, ator e cineasta[27]
- Stephen Colbert, jornalista e apresentador de televisão[28]
- John Cusack, ator[29]
- Barry Diller, presidente da IAC[30]
- Abigail Disney, produtora cinematográfica e ativista[30]
- Ari Emanuel, diretor-executivo da William Morris Endeavor[30]
- Mia Farrow, atriz[31]
- Thomas Friedman, colunista do The New York Times[32]
- Scott Galloway, professor da Universidade de Nova Iorque[33]
- Sarah Haines, apresentadora de televisão[34]
- Reed Hastings, diretor-executivo da Netflix[30]
- Bill Maher, autor, ator, apresentador de televisão e cineasta[35]
- Michael Moore, autor, cineasta e ativista político[36]
- Marianne Williamson, autora e candidata presidencial primária em 2020 e 2024[37]